# Краевая
Краевая — деревня в Большеулуйском районе Красноярского края России. Входит в состав Бычковского сельсовета.

## География
Деревня находится в западной части края, в подтаёжно-лесостепном районе лесостепной зоны, на правом берегу реки Нижняя Сучковка, примерно в 18 километрах по прямой на юго-запад от районного центра села Большой Улуй, административного центра района.

## Климат
Климат резко континентальный, с продолжительной морозной зимой и коротким тёплым летом. Средняя температура воздуха самого тёплого месяца (июля) составляет 17,9 °C; самого холодного (января) — −18,2 °C. Продолжительность безморозного периода составляет в среднем 105 дней. Среднегодовое количество атмосферных осадков составляет 474 мм, из которых 341 мм выпадает в период с апреля по октябрь.

## История
Основана в 1905 году. По данным на 1926 год хутора Краевой участок состояли из 21 хозяйства. В административном отношении входили в состав Крыловского сельсовета Ачинского района Ачинского округа Сибирского края.

## Население
| 1926 | 1989 | 2002 | 2010 |
| ---- | ---- | ---- | ---- |
| 126  | ↘41  | ↘34  | ↘10  |

По данным переписи 1926 года в деревне проживало 126 человек (70 мужчин и 56 женщин), основное население — латгальцы.
Постоянное население составляло 34 человек в 2002 году (62 % русские, 38 % латгальцы), 10 в 2010.

## Инфраструктура
Личное подсобное хозяйство с зоной сельскохозяйственного использования, индивидуальная застройка усадебного типа.

## Транспорт
Деревня доступна автотранспортом. Остановка общественного транспорта «Краевая».